# Оршанський інструментальний завод
Оршанський інструментальний завод (біл. Аршанскі інструментальны завод) — державне підприємство Білорусі. Один з виробників допоміжного, зажимного і металорізального інструменту для металообробних верстатів.

## Історія
Завод введено до експлуатації в 1974 році за розпорядженням уряду СРСР, як спеціалізоване підприємство із забезпечення металообробним інструментом і верстатним устаткуванням підприємств всього Радянського Союзу.
На підставі дослідження, проведеного незалежною групою експертів в Іспанії, завод в 1992 році нагороджено почесною відзнакою "Золота арка Європи".

## Виробничі потужності
- Площа підприємства ~ 55000 м2 корпусів і службових приміщень
- Парк верстатів заводу нараховує більше 1000 одиниць металообробних верстатів з ЧПУ й обробних центрів токарної, фрезеної, свердлової, розточної і шліфовальної груп.
- Виробництво оснащене термічним обладнанням для гарування інструментів з швидкоріжучої і конструкційної сталі, обладнання для процесу цементування, гальванічним обладнанням.

## Споживачі
Номенклатурний ряд продукції заводу налічує більше 3 тисяч найменувань і типорозмірів. Основні галузі: верстатобудування, машинобудування, автомобільне і залізничне машинобудування, енергетичний і агропромиловий комплекс.
Країни: Білорусь, Росія, Україна та інші країни СНД